# Kristián Koc z Dobrše
Christian Kotz von Dobrz, též von Dobrž, česky Kristian Kotz z Dobrže, též Koc z Dobrše (4. září 1806, Praha – 31. října 1883, Újezd Svatého Kříže) byl česko-rakouský šlechtic z rodu Koců z Dobrše a politik německé národnosti z Čech, ve 2. polovině 19. století poslanec Říšské rady a Českého zemského sněmu.

## Biografie
Měl titul c. k. komořího. Patřilo mu alodiální panství Újezd Svatého Kříže v jihozápadních Čechách. Jeho manželkou byla od 20. května 1837 Leopoldina Sofie Marie Aglaja z Auerspergu (26. 1. 1812, Praha – 24. 3.1899, Újezd Svatého Kříže), sestra rakouských politiků Karla Viléma a Adolfa z Auerspergu. Měli spolu tři syny a dceru:
- Vilém (9. 1. 1839, Praha – 30. 7. 1906, Turja Bistra), poslanec Říšské rady a Českého zemského sněmu
- Václav (28. 4. 1842, Praha – 11. 6. 1912, Újezd Svatého Kříže), c. k. polní podmaršálek, nejvyšší hofmistr Bedřicha Rakousko-Těšínského (1856–1936), I. manž. 1870 hraběnka Marie von Lützow (26. 3. 1847, Vukovar – 27. 3. 1880, Újezd Svatého Kříže), II. manž. 1882 hraběnka Jindřiška Krakovská z Kolovrat (20. 1. 1859, Temešvár – 19. 4. 1908, Vídeň)
- Karel (24. 6. 1844, Praha – 5. 11. 1901, Vídeň), manž. 1879 Friderike Maurer (24. 3. 1844, Ried im Innkreis – 4. 6. 1895, Salcburk)
- Johana (21. 1. 1846, Praha – 14. 11. 1911, Altmünster), manž. 1877 Felix Witt von Dörring

Dlouhodobě působil ve vysokých funkcích ve státní správě. Počátkem 40. let 19. století byl guberniálním radou v Praze. Ve 40. letech byl rovněž činný jako ředitel Společnosti vlasteneckých přátel umění a ředitel pražského živnostenského spolku. Pak zastával funkci krajského hejtmana ve Slaném a po reorganizaci státní správy roku 1850 přešel na post krajského hejtmana v České Lípě, kde setrval do roku 1853, kdy přešel do funkce viceprezidenta místodržitelského oddělení v Košicích. V roce 1856 byl přeložen do Brna, kde byl místodržitelským viceprezidentem. Zde setrval cca pět let a pak opustil státní službu. Byl členem okresní školní rady v Horšovském Týně a okresního výboru v Hostouni.
Zapojil se i do politiky. V zemských volbách v březnu 1867 byl zvolen na Český zemský sněm za kurii velkostatkářskou (nesvěřenecké velkostatky). Patřil ke Straně ústavověrného velkostatku, která byla proněmecky, provídeňsky a centralisticky orientovaná. Zemský sněm ho o dva týdny později zvolil i do Říšské rady (tehdy ještě volené nepřímo) za kurii velkostatkářskou v Čechách. Opětovně byl sněmem do Říšské rady delegován roku 1870. 8. listopadu 1870 složil slib.
Zemřel v říjnu 1883.